# Trois couleurs: Blanc
Trois Couleurs: Blanc em francês / Trzy kolory: Bialy em polonês (br: A igualdade é branca; pt: Três Cores: Branco) é um filme francês, polaco e suíço de 1994, do gênero drama, dirigido pelo cineasta polonês Krzysztof Kieślowski.
É o segundo filme da trilogia das cores, que retrata os ideais da Revolução Francesa de liberdade, igualdade e fraternidade.

## Sinopse
Karol Karol é um emigrante polaco que vive na França e é casado com uma francesa. Quando ela decide separar-se dele, humilhado mas ainda amando-a, Karol acaba mendigando no metrô de Paris, até que encontra um outro polaco. Ambos retornam para seu país de origem e Karol faz fortuna na Polônia, e então busca vingança de sua ex-esposa.

## Elenco
- Zbigniew Zamachowski.... Karol Karol
- Julie Delpy.... Dominique
- Janusz Gajos.... Mikolaj
- Jerzy Stuhr.... Jurek
- Aleksander Bardini.... Advogado
- Jerzy Trela.... Monsieur Bronek
- Jerzy Nowak.... fazendeiro
- Michel Lisowski.... intérprete
- Cezary Harasimowicz.... inspetor
- Juliette Binoche.... Julie

## Principais prêmios e indicações
Festival de Berlim 1994 (Alemanha)
- Recebeu o Urso de Prata (melhor diretor).
- Indicado ao Urso de Ouro (melhor filme)